# John Taylor (atleta)
John Baxter Taylor, Jr. (Washington D.C., 3 de novembro de 1882 - Filadélfia, 2 de dezembro de 1908) foi um atleta e campeão olímpico norte-americano. Formado em medicina veterinária, notabilizou-se por ser o primeiro negro campeão olímpico na história.
Especialista nos 400 m rasos, foi integrante - com Melvin Sheppard, William Hamilton e Nate Cartmell - do revezamento misto no atletismo que conquistou a medalha de ouro nos Jogos de Londres 1908. A prova, disputada apenas nestes Jogos, consistia de uma distância de 1600 metros, corrida por quatro atletas em distâncias diferentes. Os dois primeiros corriam 200 m, o terceiro 400 m e o último 800 metros. Taylor correu a 'perna' dos 400m em 49s8 e o tempo total dos vencedores foi de 3m29s4.
Na prova dos 400 metros individuais, Taylor venceu sua eliminatória e semifinal. Entretanto, seu compatriota John Carpenter foi desclassificado sob a acusação de ter obstruído a corrida do britânico Wyndham Halswelle e os fiscais decidiram repetir a prova sem Carpenter. Taylor e os outros americanos protestaram contra a desclassificação e recusaram-se a correr novamente. Halswelle a correu sozinho, tornando-se o primeiro e único campeão olímpico da hitória a conquistar uma medalha de ouro sem adversários.
Taylor morreu de febre tifóide pouco depois dos Jogos de Londres, em dezembro de 1908, aos 26 anos. Em seu obituário no The New York Times, ele foi considerado pelo jornal como "o maior corredor negro do mundo". Numa carta a seus pais após sua morte, Harry Porter, companheiro de equipe de Taylor e campeão olímpico de salto em altura em Londres 1908, esceveu:

"É muito mais como o homem que atleta que John Taylor deixou sua marca. Humilde, genial e gentil, era amado onde o conhecessem. Como um farol de sua raça, seu exemplo de sucesso no atletismo, sua  erudição e sua humanidade nunca irão diminuir, se é que não está destinado a formar par com a de  Booker T. Washington."